# There's No Way We're Gonna Fit In
There's No Way We're Gonna Fit In is het debuutalbum van de Zweedse punkband Randy. Het album werd uitgegeven in 1994 door het Zweedse platenlabel Dolores Recordings in Zweden en door enkele andere labels in Australië, Nieuw-Zeeland, en Japan. In 2000 werd het album in Europa heruitgegeven door het Zweedse Burning Heart Records. In 1995 werd de single "Education for Unemployment" uitgegeven waar drie nummers van het album op te horen zijn.

## Nummers
1. "Humanalogism" - 2:29
2. "Nothing More Than Everything" - 2:31
3. "I'm Such a Warm-Hearted Person" - 1:30
4. "The Itch You Can Not Scratch" - 2:28
5. "Religion, Religion" - 2:06
6. "Take 'Em Where You Can Get'em" - 1:44
7. "The Guide to Outrageous Drinkin'" - 2:36
8. "Realtypified" - 2:17
9. "More of That Miserable Misery" - 2:58
10. "Education for Unemployment, Lesson 1" - 2:51
11. "Whatever" - 0:57
12. "12 Cans" - 1:28
13. "Sucks On" - 2:21
14. "T-Minus Five Seconds" - 1:28
15. "Shovel That Snow" - 1:54
16. "I Won't Concede, I Won't Give In" - 2:59
17. "Row Boat John" - 2:09

## Band
- Patrik Trydvall - basgitaar, zang
- Fredrik Granberg - drums
- Johan Brändström - gitaar
- Stefan Granberg - gitaar, zang